# 四氢吡啶
四氢吡啶（英語：Tetrahydropyridine）或哌待因（英語：Piperideine），化学式为C5H9N，是一种杂环化合物。它共有三个异构体，其不同之处在于双键的位置。这三个异构体都是手性的。其亲本物种均不广泛出现，因此它们主要具有理论意义。尽管母体四氢吡啶很少见，但许多取代的四氢吡啶是已知的。  

## 异构体
四氢吡啶共有三个异构体，分别为2,3,4,5-四氢吡啶（1-哌待因）、1,2,3,4-四氢吡啶（2-哌待因）和1,2,3,6-四氢吡啶（3-哌待因）

## 制备和发现

1-甲基-4-苯基-1,2,3,6-四氢吡啶会导致帕金森病的永久性症状。

(–)-帽柱木碱是一种天然存在的四氢吡啶。

吡啶𬭩盐的部分还原得到N-烷基四氢吡啶。用硼氢化物试剂处理N-甲基吡啶𬭩，得到1-甲基-1,2,3,6-四氢吡啶。
改良的爱尔兰-克莱森重排反应通过甲硅烷基烯酮乙缩醛中间体产生四氢吡啶。
闭环烯烃复分解也已用于建立四氢吡啶环系统。